# Sojuz TM-10
Sojuz TM-10 – radziecka załogowa misja kosmiczna, stanowiąca dziesiątą ekspedycję na stację kosmiczną Mir. Na pokładzie kapsuły powrócił na Ziemię japoński dziennikarz Toyohiro Akiyama.
Na pokładzie cumującego do rufowego portu stacji Sojuza znajdowało się czterech pasażerów – kuropatwy lecące na pokład modułu Kwant-2. Jedna z nich zniosła jajko w drodze na stację – jajko wróciło na Ziemię na pokładzie Sojuza TM-9, wraz ze 130 kilogramami produktów eksperymentów.
Kapsuła spędziła na stacji 131 dni. W module lądownika zamontowano kamerę w ramach porozumienia z macierzystą stacją telewizyjną Akiyamy.